# Europaregion

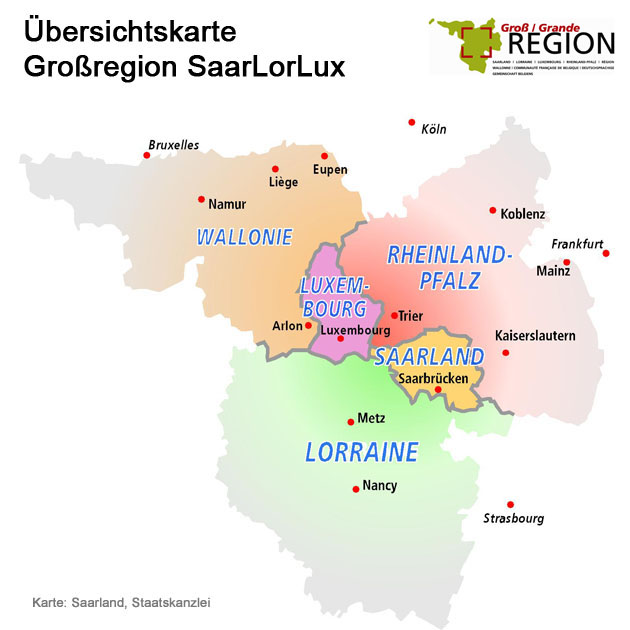
Beispiel Europaregion Saar-Lor-Lux

Europaregion, Euroregion oder Euregio (Neologismus aus lat. Europa und Regio) bezeichnet staatsübergreifende Regionen in Europa, meistens mit wirtschaftlichem Schwerpunkt. Sie sollen die grenzüberschreitende Zusammenarbeit und die Regionen selbst in gesellschaftlicher und kultureller Hinsicht fördern. Die Europäische Union erhofft sich neben dem Aspekt der staatsübergreifenden Zusammenarbeit auch eine Stärkung der potenziell schwächeren Randregionen der einzelnen Mitgliedstaaten.

## Definition
Die Begriffe selbst sind nicht klar definiert, weshalb Euregios in unterschiedlichen Rechtsformen anzutreffen sind:
- feste Zusammenschlüsse nach öffentlichem Recht
- feste Zusammenschlüsse nach Privatrecht
- lose Zusammenschlüsse, die keine juristische Person bilden

Die Bezeichnung Europaregion leitet sich aus den Bestimmungen der Europarats-Konvention von 1980 über die grenzüberschreitende Zusammenarbeit zwischen den Regionen Europas, der so genannten Madrider Konvention ab. Eine Europaregion umfasst Gebiete aus mindestens zwei kooperierenden Staaten.

## Beispiele
Die älteste Europaregion ist die 1958 gegründete EUREGIO mit Sitz in Gronau, die als überstaatlicher Kommunalverband entlang der nordrhein-westfälisch-niedersächsischen Grenze rund 130 Gemeinden in den Niederlanden und Deutschland umfasst.
Eine weitere Euregio an der Grenze von Nordrhein-Westfalen ist die Euregio Maas-Rhein (EMR), die sich aus fünf Teilgebieten in drei Staaten (Niederlande, Belgien und Deutschland) zusammensetzt. Eine Aktivität der grenzüberschreitenden Zusammenarbeit in der EMR ist die Förderung von Mehrsprachigkeit (Niederländisch, Französisch und Deutsch).
Weiter besteht die Euregio Rhein-Maas-Nord aus 31 Kommunen in Deutschland und den Niederlanden. Ziel ist hierbei die Förderung der Grenzüberschreitenden Zusammenarbeit.
Südlich an die EMR angrenzend befindet sich die Europaregion Großregion (früher Saar-Lor-Lux). In dieser Kernregion Europas haben sich die französische Region Lothringen, die deutschen Bundesländer Saarland und Rheinland-Pfalz, das Großherzogtum Luxemburg, die belgische Region Wallonien sowie die deutschsprachige und die französische Gemeinschaft Belgiens zusammengeschlossen.
An der Grenze zwischen Deutschland (Bayern), Österreich (Oberösterreich, Niederösterreich) und Tschechien ist die Europaregion Donau-Moldau aktiv.
Von 2011 bis zur russischen Invasion 2014 gab es die Euroregionen Dnepr, Yaroslavna, Slobozhanschina und Donbas.